# سیارک ۳۰۷۷۹
سیارک ۳۰۷۷۹ (به انگلیسی: 30779 Sankt-Stephan، نامگذاری:1987UE1) سی هزار و هفتصد و هفتاد و نهمین سیارک کشف شده‌است که در ۱۷ اکتبر ۱۹۸۷ کشف شد.